# Hai, Ostroh
Hai (în ucraineană Гай) este un sat în comuna Ukraiinka din raionul Ostroh, regiunea Rivne, Ucraina.

## Demografie
Componența lingvistică a localității Hai
     Ucraineană (98,86%)
     Rusă (1,14%)
Conform recensământului din 2001, majoritatea populației localității Hai era vorbitoare de ucraineană (98,86%), existând în minoritate și vorbitori de rusă (1,14%).